# Wynncraft
Wynncraft是2013年4月发布於Minecraft伺服器的奇幻類型大型多人在线角色扮演游戏（MMORPG），由Jumla、Salted和Grian共同创建。据该服务器的所有者之一Salted称，截至2021年3月，已有超过290万玩家登入该服务器。

## 游戏玩法
Wynncraft的游戏玩法包括完成任务、加入公会以及与Boss战斗。当进入服务器后玩家需要在各种职业之间选择一个职业，并在Wynn省執行新手任務。该服务器的地图尺寸约为4,400x5,500格方块（米），由三个大陆组成：Wynn、Corkus和Gavel，大陆之间被海洋和岛屿隔开。Wynncraft的设计灵感来源于MMORPG游戏RuneScape。截至2024年9月14日，遊戲已經拥有138个任务。除Minecraft本身的费用外，该服务器基本上免费游玩，玩家可以額外购买游戏内的装饰性物品。

## 反响
Wynncraft的评测获得了普遍好评。澳大利亚媒体Kotaku的Luke Plunkett赞扬了Wynncraft的地图，并称该服务器为“一个完整且正统的MMORPG”。媒体Tech Times的Carl Velasco表示，该服务器“令人惊叹”，并且是“使用Minecraft自带的沙盒引擎可以创造出什么的绝佳例子”。媒体PC Gamer的Austin Wood则表示“它所能做的一切都让我惊叹不已”。据吉尼斯世界纪录，截至2017年7月4日，Wynncraft是Minecraft中规模最大的MMORPG。